# Clarendon (Arkansas)
Clarendon település az Amerikai Egyesült Államok Arkansas államában, Monroe megyében, melynek megyeszékhelye is. Lakosainak száma 1526 fő (2020. április 1.).

## Népesség
A település népességének változása:
| Lakosok száma | 1965 | 1664 | 1526 |
|               | 2000 | 2010 | 2020 |